# Кистоленский Николаевский монастырь
Кистоленский (Садаклийский) Николаевский монастырь (Монастырь Кистолень; рум. Mănăstirea Chistoleni) — женский монастырь Кагульской и Комратской епархии Русской православной церкви, расположенный возле села Садаклия Бессарабского района Молдавии.

## История
Монастырь основан в 1932 году Бессарабским митрополитом Гурием (Гросу) на земельной участке площадью 50 гектаров, подаренном крестьянином Василием Пистолом (Кистолом) из села Садаклия (впоследствии принял постриг с именем Варсонофий). Первым настоятелем стал игумен Иакинф (Чобану), который был учеником митрополита Гурия. В 1932 году в монашескую общину входило 20 человек. Митрополит Гурий проявлял особую заботу о монастыре, поэтому его называли «монастырём митрополита Гурия».
В 1936 году под давлением короля Кароля II митрополит Гурий отправлен в отставку. В 1937 году монастырь закрыли и превратили в концентрационный лагерь для священнослужителей. В нём были заключены не менее 33 клириков. С 20 декабря 1938 года лагерь превратили в женский. Весной 1940 года все заключённые были освобождены. Началось возрождение обители, которое в июне того же года прервано присоединением Бессарабии к СССР. 24 октября 1941 года, после возвращения румынских войск, Синод Румынской православной церкви принял решение о возрождении обители как Садаклийского женского монастыря. Название было изменено, чтобы не упоминать митрополита Гурия, который был в немилости у короля. В обитель переселили насельниц из Варзарештского монастыря во главе с игуменьей Вероникой. В феврале 1943 года монахини были вынуждены перебраться в скит в селе Исерлия. С этого времени монастырь упоминается как Садаклийско-Исерлийский. В самом монастырском комплексе устроили лагерь для военнопленных, а после возвращения советских войск — для политзаключённых. В 1950 году в нём открыли больницу. Со временем больница была закрыта, а монастырские строения разрушились и были разобраны на стройматериалы.
27 мая 1997 года возрождён как Кистоленский (в память о первом ктиторе Василии Кистоле) женский общежительный монастырь во имя святителя Николая Чудотворца. До 2007 года монастырь возглавляла монахиня Валерия (Онилова). 21 мая 2006 год епископ Кагульский и Комратский Анатолий (Ботнарь) освятил престол монастырской церкви во имя святителя Николая Чудотворца. В 2005—2007 годах построены новый келейный корпус и трапезная. С 2007 года ежедневно совершаются службы на молдавском и церковнославянском языках. 25 мая 2010 года епископ Анатолий освятил закладку новой церкви. С 2012 года в нижнем храме этой церкви совершаются богослужения в летнее время и на праздники. В 2014 году в монастыре проживало 10 насельниц.